# 軟組織疾病
軟組織疾病（英語：Soft tissue disorder），即軟組織的疾病。
軟組織損傷常會慢性疼痛且難以療癒，因為結締組織、筋膜、關節、肌肉、肌腱等組織位於皮膚之下，不易察覺其變化。
肌肉骨骼神經專科醫師（包括：復健科醫師、神經科醫師、風濕科醫師、骨科醫師）、徒手／物理／職能治療師和神經肌肉生理學家等專注於全身軟組織損傷和疾病的診治。這些專業的臨床醫療人員經常開發創新方法處治軟組織問題，加速自然癒合並緩解軟組織受傷造成的特殊疼痛。操作治療學是這個領域的新興及發展迅速專業。
血小板衍生生長因子是治療傷口和軟組織受傷的一種新方法。
軟組織疾病和風濕兩者概念重疊，有時會以軟組織風濕症（英語：soft tissue rheumatic disorders）統稱。